# Ditionato di sodio
Il ditionato di sodio Na2S2O6 è un composto importante in chimica inorganica. È noto anche con altri nomi quali iposolfato di sodio e metabisolfato di sodio.

## Preparazione
Si può produrre con le seguenti reazioni chimiche di ossido-riduzione:
2 NaHSO3 + MnO2 → Na2S2O6 + Mn(OH)2
3 Cl2 + Na2S2O3·5H2O + 6 NaOH → Na2S2O6 + 6 NaCl + 8 H2O

## Caratteristiche
Lo ione ditionato rappresenta lo zolfo ossidato relativamente allo zolfo elementare ma non totalmente ossidato. Lo zolfo può essere ridotto a solfuro o totalmente ossidato in solfato con stati di ossidazione intermedi in parti inorganiche, esattamente come in composti organo-solforici. Esempi di ioni inorganici sono il solfito e il tiosolfato. 
Il ditionato di sodio è un composto molto stabile che non è ossidato dal permanganato, dal dicromato o dal bromo. Si può ossidare in solfato in condizioni estremamente ossidanti come per esempio facendolo bollire per un'ora in 5 M di acido solforico con un eccesso di dicromato di potassio o trattandolo con un eccesso di perossido di idrogeno quindi facendolo bollire con acido cloridrico concentrato. Il mutamento in energia libera di Gibbs per l'ossidazione equivale a circa −300 kJ/mol.
Non si dovrebbe confondere con il ditionito di sodio, Na2S2O4, che è un composto molto diverso e che è un potente agente riduttore largamente usato in chimica e biochimica. Sono frequenti le confusioni tra ditionato e ditionito, anche nei cataloghi delle case produttrici. 